# EM i håndbold 2020 (kvinder)
Europamesterskabet i håndbold 2020 for kvinder var det 14. EM i håndbold for kvinder. Mesterskabet blev afholdt af European Handball Federation (EHF) og blev afholdt i 2020 i  Danmark. Oprindeligt skulle det være afholdt i Norge og Danmark. Værtsnationerne blev valgt uden modkandidater under EHF's kongres i Dublin 20. september 2014.
På grund af de norske myndigheders coronarestriktioner måtte Norge opgive at afholde deres del af mesterskabet, og efter en periode med overvejelser fra de danske myndigheder blev der givet grønt lys, hvorpå Danmark overtog det fulde arrangement for mesterskabet.
Norge vandt EM-turneringen efter finalesejren over Frankrig, med cifrene 22-20. Det norske hold gik ubesejret igennem hele turneringen, med i alt 8 sejre i 8 kampe.

## Spillesteder
Oprindeligt skulle spilles indledende runder i Herning og Trondheim og mellemrunder i Herning og Stavanger. De afsluttende kampe skulle være spillet i Oslo. Senere blev Frederikshavn tilføjet som spillested for en af de indledende grupper.
Den 6. november trak Frederikshavn sig fra EM-afviklingen, grundet skærpet COVID-19 restriktioner i Nordjylland.
Norge annoncerede den 16. november at de trækker sig fra værtsskabet, grundet COVID-19 i Norge. Det blev annonceret den 23. november at Danmark vil afholde EM i Herning og Kolding.
| Jyske Bank Boxen                                       | Jyske Bank Boxen  | Arena Nord         | Arena Nord         | Stavanger Idrettshall | Stavanger Idrettshall |
| Kapacitet: 15.000                                      | Kapacitet: 15.000 | Kapacitet: 2.800   | Kapacitet: 2.800   | Kapacitet: 7.000      | Kapacitet: 7.000      |
|                                                        |                   |                    |                    |                       |                       |
| Frederikshavn Herning Kolding Oslo Stavanger Trondheim |                   |                    |                    |                       |                       |
| Oslo                                                   | Oslo              | Trondheim          | Trondheim          | Kolding               | Kolding               |
| Telenor Arena                                          | Telenor Arena     | Trondheim Spektrum | Trondheim Spektrum | Sydbank Arena         | Sydbank Arena         |
| Kapacitet: 15.000                                      | Kapacitet: 15.000 | Kapacitet: 8.000   | Kapacitet: 8.000   | Kapacitet: 5.100      | Kapacitet: 5.100      |
|                                                        |                   |                    |                    |                       |                       |

## Kvalifikation
Grundet Coronaviruspandemien i 2019-2020 besluttede EHF at afblæse kvalifikation og valgte, at de 16 hold fra den forgangne slutrunde i 2018 skulle deltage igen.
| Land       | Kvalificeret som   | Dato da kvalifikationen var sikret | Tidligere deltagelser i EM i håndbold                                             |
| ---------- | ------------------ | ---------------------------------- | --------------------------------------------------------------------------------- |
| Danmark    | Vært               | 20. september 2014                 | 1994, 1996, 1998, 2000, 2002, 2004, 2006, 2008, 2010, 2012, 2014, 2016, 2018      |
| Norge      | Vært               | 20. september 2014                 | 1994, 1996, 1998, 2000, 2002, 2004, 2006, 2008, 2010, 2012, 2014, 2016, 2018      |
| Frankrig   | Rangering fra 2018 | 24. april 2020                     | 10 (2000, 2002, 2004, 2006, 2008, 2010, 2012, 2014, 2016, 2018)                   |
| Rusland    | Rangering fra 2018 | 24. april 2020                     | 13 (1994, 1996, 1998, 2000, 2002, 2004, 2006, 2008, 2010, 2012, 2014, 2016, 2018) |
| Holland    | Rangering fra 2018 | 24. april 2020                     | 7 (1998, 2002, 2006, 2010, 2014, 2016, 2018)                                      |
| Rumænien   | Rangering fra 2018 | 24. april 2020                     | 13 (1994, 1996, 1998, 2000, 2002, 2004, 2006, 2008, 2010, 2012, 2014, 2016, 2018) |
| Sverige    | Rangering fra 2018 | 24. april 2020                     | 11 (1994, 1996, 2002, 2004, 2006, 2008, 2010, 2012, 2014, 2016, 2018)             |
| Ungarn     | Rangering fra 2018 | 24. april 2020                     | 13 (1994, 1996, 1998, 2000, 2002, 2004, 2006, 2008, 2010, 2012, 2014, 2016, 2018) |
| Montenegro | Rangering fra 2018 | 24. april 2020                     | 5 (2010, 2012, 2014, 2016, 2018)                                                  |
| Tyskland   | Rangering fra 2018 | 24. april 2020                     | 13 (1994, 1996, 1998, 2000, 2002, 2004, 2008, 2008, 2010, 2012, 2014, 2016, 2018) |
| Serbien    | Rangering fra 2018 | 24. april 2020                     | 10 (2000, 2002, 2004, 2006, 2008, 2010, 2012, 2014, 2016, 2018)                   |
| Spanien    | Rangering fra 2018 | 24. april 2020                     | 12 (1998, 2002, 2004, 2006, 2016, 2010, 2012, 2014, 2016, 2018)                   |
| Slovenien  | Rangering fra 2018 | 24. april 2020                     | 6 (2002, 2004, 2006, 2018, 2016, 2018)                                            |
| Polen      | Rangering fra 2018 | 24. april 2020                     | 6 (1996, 1998, 2006, 2014, 2016, 2018)                                            |
| Tjekkiet   | Rangering fra 2018 | 24. april 2020                     | 6 (1994, 2002, 2004, 2012, 2016, 2018)                                            |
| Kroatien   | Rangering fra 2018 | 24. april 2020                     | 10 (1994, 1996, 2004, 2006, 2008, 2010, 2012, 2014, 2016, 2018)                   |

## Lodtrækning
Lodtrækningen blev afholdt 18. juni 2020 i Wien, Østrig.

### Seedningslag
Seedningslagene blev offentliggjort 7. maj 2020.
| Pot 1                                     | Pot 2                                | Pot 3                                       | Pot 4                                     |
| ----------------------------------------- | ------------------------------------ | ------------------------------------------- | ----------------------------------------- |
| - Frankrig - Rusland - Holland - Rumænien | - Norge - Sverige - Ungarn - Danmark | - Montenegro - Tyskland - Serbien - Spanien | - Slovenien - Polen - Tjekkiet - Kroatien |

## Dommere
10 dommerpar blev valgt den 9. oktober 2020.
| Dommere             | Dommere                                 |
| ------------------- | --------------------------------------- |
| Østrig              | Ana Vranes Marlis Wenninger             |
| Bosnien-Hercegovina | Vesna Balvan Tatjana Praštalo           |
| Danmark             | Karina Christiansen Line Hansen         |
| Frankrig            | Charlotte Bonaventura Julie Bonaventura |
| Grækenland          | Ioanna Christidi Ioanna Papamattheou    |
| Litauen             | Viktorija Kijauskaitė Aušra Žalienė     |

| Dommere    | Dommere                             |
| ---------- | ----------------------------------- |
| Montenegro | Jelena Mitrović Anđelina Kažanegra  |
| Polen      | Małgorzata Lidacka Urszula Leisak   |
| Portugal   | Vânia Sá Marta Sá                   |
| Rumænien   | Cristina Năstase Simona Stancu      |
| Rusland    | Viktoria Alpaidze Tatyana Berezkina |
| Serbien    | Vanja Antić Jelena Jakovljević      |

## Indledende runde

### Gruppe A
| Pos | Hold       | K | V | U | T | M+ | M- | MF  | P | Kvalifikation |
| --- | ---------- | - | - | - | - | -- | -- | --- | - | ------------- |
| 1   | Frankrig   | 3 | 3 | 0 | 0 | 51 | 40 | +11 | 6 | Hovedrunde    |
| 2   | Danmark    | 3 | 2 | 0 | 1 | 58 | 42 | +16 | 4 | Hovedrunde    |
| 3   | Montenegro | 3 | 1 | 0 | 2 | 42 | 52 | −10 | 2 | Hovedrunde    |
| 4   | Slovenien  | 3 | 0 | 0 | 3 | 40 | 57 | −17 | 0 |               |

| 4. december 2020 18:15 | Frankrig        | 24–23   | Montenegro   | Jyske Bank Boxen, Herning Dommere: Sá, Sá (POR) |
| 4. december 2020 18:15 | fire spillere 3 | (11–12) | Mehmedović 5 | Jyske Bank Boxen, Herning Dommere: Sá, Sá (POR) |
| 4. december 2020 18:15 | 1×              | Rapport | 6×           | Jyske Bank Boxen, Herning Dommere: Sá, Sá (POR) |

| 4. december 2020 20:30 | Danmark  | 30–23   | Slovenien          | Jyske Bank Boxen, Herning Dommere: Antić, Jakovljević (SRB) |
| 4. december 2020 20:30 | Nolsøe 6 | (14–12) | Lazović, Ljepoja 5 | Jyske Bank Boxen, Herning Dommere: Antić, Jakovljević (SRB) |
| 4. december 2020 20:30 | 5× 2×    | Rapport | 2× 5×              | Jyske Bank Boxen, Herning Dommere: Antić, Jakovljević (SRB) |

| 6. december 2020 18:15 | Slovenien       | 17-27   | Frankrig               | Jyske Bank Boxen, Herning Dommere: Christidi, Papamattheou (GRE) |
| 6. december 2020 18:15 | Gros, Lazovic 4 | (6-12)  | Nze Minko, Lacrabere 7 | Jyske Bank Boxen, Herning Dommere: Christidi, Papamattheou (GRE) |
| 6. december 2020 18:15 | 5×              | Rapport | 8× 1×                  | Jyske Bank Boxen, Herning Dommere: Christidi, Papamattheou (GRE) |

| 6. december 2020 20:30 | Montenegro             | 19-28   | Danmark        | Jyske Bank Boxen, Herning Dommere: Nastase, Stancu (ROU) |
| 6. december 2020 20:30 | Radicevic, Ramusovic 4 | (11-13) | tre spillere 4 | Jyske Bank Boxen, Herning Dommere: Nastase, Stancu (ROU) |
| 6. december 2020 20:30 | 1×                     | Rapport | 2×             | Jyske Bank Boxen, Herning Dommere: Nastase, Stancu (ROU) |

| 8. december 2020 18:15 | Montenegro  | 26–25  | Slovenien  | Jyske Bank Boxen, Herning Dommere: Sá, Sá (POR) |
| 8. december 2020 18:15 | Radičević 9 | (15–9) | Ana Gros 7 | Jyske Bank Boxen, Herning Dommere: Sá, Sá (POR) |
| 8. december 2020 18:15 | Rapport     |        |            | Jyske Bank Boxen, Herning Dommere: Sá, Sá (POR) |

| 8. december 2020 20:30 | Frankrig | 23–20   | Danmark         | Jyske Bank Boxen, Herning Dommere: Năstase, Stancu (ROU) |
| 8. december 2020 20:30 | Kanor 5  | (12–11) | fire spillere 4 | Jyske Bank Boxen, Herning Dommere: Năstase, Stancu (ROU) |
| 8. december 2020 20:30 | 4× 1×    | Rapport | 2× 1×           | Jyske Bank Boxen, Herning Dommere: Năstase, Stancu (ROU) |

### Gruppe B
| Pos | Hold     | K | V | U | T | M+ | M- | MF  | P | Kvalifikation |
| --- | -------- | - | - | - | - | -- | -- | --- | - | ------------- |
| 1   | Rusland  | 3 | 3 | 0 | 0 | 55 | 44 | +11 | 6 | Hovedrunde    |
| 2   | Sverige  | 3 | 1 | 1 | 1 | 50 | 46 | +4  | 3 | Hovedrunde    |
| 3   | Spanien  | 3 | 1 | 1 | 1 | 72 | 78 | −6  | 3 | Hovedrunde    |
| 4   | Tjekkiet | 3 | 0 | 0 | 3 | 69 | 78 | −9  | 0 |               |

| 3. december 2020 18:15 | Rusland         | 31-22   | Spanien        | Jyske Bank Boxen, Herning Dommere: Nastase, Stancu (ROU) |
| 3. december 2020 18:15 | fire spillere 4 | (13-11) | tre spillere 4 | Jyske Bank Boxen, Herning Dommere: Nastase, Stancu (ROU) |
| 3. december 2020 18:15 | 3× 2×           | Rapport | 6× 1×          | Jyske Bank Boxen, Herning Dommere: Nastase, Stancu (ROU) |

| 3. december 2020 20:30 | Sverige | 27-23   | Tjekkiet    | Jyske Bank Boxen, Herning Dommere: Antic, Jakovljevic (SRB) |
| 3. december 2020 20:30 | Blohm 5 | (13–13) | Jerabkova 8 | Jyske Bank Boxen, Herning Dommere: Antic, Jakovljevic (SRB) |
| 3. december 2020 20:30 | 7× 1×   | Rapport | 4×          | Jyske Bank Boxen, Herning Dommere: Antic, Jakovljevic (SRB) |

| 5. december 2020 18:15 | Tjekkiet    | 22–24   | Rusland         | Jyske Bank Boxen, Herning Dommere: Sá, Sá (POR) |
| 5. december 2020 18:15 | Jeřábková 6 | (13–15) | fire spillere 3 | Jyske Bank Boxen, Herning Dommere: Sá, Sá (POR) |
| 5. december 2020 18:15 | 3× 2×       | Rapport | 3× 1×           | Jyske Bank Boxen, Herning Dommere: Sá, Sá (POR) |

| 5. december 2020 20:30 | Spanien  | 23–23   | Sverige  | Jyske Bank Boxen, Herning Dommere: Năstase, Stancu (ROU) |
| 5. december 2020 20:30 | Pena 6   | (13–10) | Petrén 8 | Jyske Bank Boxen, Herning Dommere: Năstase, Stancu (ROU) |
| 5. december 2020 20:30 | 4× 2× 1× | Rapport | 5× 1×    | Jyske Bank Boxen, Herning Dommere: Năstase, Stancu (ROU) |

| 7. december 2020 18:15 | Spanien   | 27–24   | Tjekkiet    | Jyske Bank Boxen, Herning Dommere: Antić, Jakovljević (SRB) |
| 7. december 2020 18:15 | Martín 12 | (11–16) | Jeřábková 8 | Jyske Bank Boxen, Herning Dommere: Antić, Jakovljević (SRB) |
| 7. december 2020 18:15 | 4×        | Rapport | 3× 2×       | Jyske Bank Boxen, Herning Dommere: Antić, Jakovljević (SRB) |

| 7. december 2020 20:30 | Rusland      | 30−26   | Sverige           | Jyske Bank Boxen, Herning Dommere: Christidi, Papamattheou (GRE) |
| 7. december 2020 20:30 | Dmitrijeva 6 | (15–13) | Thorleifsdóttir 6 | Jyske Bank Boxen, Herning Dommere: Christidi, Papamattheou (GRE) |
| 7. december 2020 20:30 | 4×           | Rapport | 1× 4×             | Jyske Bank Boxen, Herning Dommere: Christidi, Papamattheou (GRE) |

### Gruppe C
| Pos | Hold     | K | V | U | T | M+ | M- | MF  | P | Kvalifikation |
| --- | -------- | - | - | - | - | -- | -- | --- | - | ------------- |
| 1   | Kroatien | 3 | 3 | 0 | 0 | 50 | 56 | −6  | 6 | Hovedrunde    |
| 2   | Ungarn   | 3 | 1 | 0 | 2 | 60 | 50 | +10 | 2 | Hovedrunde    |
| 3   | Serbien  | 3 | 1 | 0 | 2 | 55 | 63 | −8  | 2 | Hovedrunde    |
| 4   | Holland  | 3 | 1 | 0 | 2 | 51 | 47 | +4  | 2 |               |

| 4. december 2020 18:15 | Ungarn    | 22–24   | Kroatien    | Sydbank Arena, Kolding Dommere: Mitrović, Kažanegra (MNE) |
| 4. december 2020 18:15 | Klujber 9 | (12–12) | Mičijević 4 | Sydbank Arena, Kolding Dommere: Mitrović, Kažanegra (MNE) |
| 4. december 2020 18:15 | 6× 1×     | Rapport | 3×          | Sydbank Arena, Kolding Dommere: Mitrović, Kažanegra (MNE) |

| 5. december 2020 20:30 | Holland   | 25–29   | Serbien         | Sydbank Arena, Kolding Dommere: Alpaidze, Berezkina (RUS) |
| 5. december 2020 20:30 | Snelder 5 | (15–9)  | Krpež Šlezak 10 | Sydbank Arena, Kolding Dommere: Alpaidze, Berezkina (RUS) |
| 5. december 2020 20:30 | 4× 1×     | Rapport | 1×              | Sydbank Arena, Kolding Dommere: Alpaidze, Berezkina (RUS) |

| 6. december 2020 16:00 | Serbien         | 26-38   | Ungarn             | Sydbank Arena, Kolding Dommere: Bonaventura, Bonaventura (FRA) |
| 6. december 2020 16:00 | Radosavljevic 5 | (11-20) | Szöllősi-Zácsik 10 | Sydbank Arena, Kolding Dommere: Bonaventura, Bonaventura (FRA) |
| 6. december 2020 16:00 | 3×              | Rapport | 1×                 | Sydbank Arena, Kolding Dommere: Bonaventura, Bonaventura (FRA) |

| 6. december 2020 18:15 | Kroatien | 27-25   | Holland         | Sydbank Arena, Kolding Dommere: Christiansen, Hesseldal (DEN) |
| 6. december 2020 18:15 | Kalaus   | (13-14) | Abbingh, Dulfer | Sydbank Arena, Kolding Dommere: Christiansen, Hesseldal (DEN) |
| 6. december 2020 18:15 | 4× 1×    | Rapport | 4× 3×           | Sydbank Arena, Kolding Dommere: Christiansen, Hesseldal (DEN) |

| 8. december 2020 18:15 | Serbien        | 24–25   | Kroatien | Sydbank Arena, Kolding Dommere: Christiansen, Hansen (DEN) |
| 8. december 2020 18:15 | Krpež Slezak 5 | (14–14) | Krsnik 6 | Sydbank Arena, Kolding Dommere: Christiansen, Hansen (DEN) |
| 8. december 2020 18:15 | Rapport        |         |          | Sydbank Arena, Kolding Dommere: Christiansen, Hansen (DEN) |

| 8. december 2020 20:30 | Holland  | 28–24   | Ungarn          | Sydbank Arena, Kolding Dommere: Bonaventura, Bonaventura (FRA) |
| 8. december 2020 20:30 | Dulfer 8 | (13–15) | fire spillere 4 | Sydbank Arena, Kolding Dommere: Bonaventura, Bonaventura (FRA) |
| 8. december 2020 20:30 | Rapport  |         |                 | Sydbank Arena, Kolding Dommere: Bonaventura, Bonaventura (FRA) |

### Gruppe D
| Pos | Hold     | K | V | U | T | M+  | M- | MF  | P | Kvalifikation |
| --- | -------- | - | - | - | - | --- | -- | --- | - | ------------- |
| 1   | Norge    | 3 | 3 | 0 | 0 | 105 | 65 | +40 | 6 | Hovedrunde    |
| 2   | Tyskland | 3 | 1 | 1 | 1 | 66  | 82 | −16 | 3 | Hovedrunde    |
| 3   | Rumænien | 3 | 1 | 0 | 2 | 47  | 46 | +1  | 2 | Hovedrunde    |
| 4   | Polen    | 3 | 0 | 1 | 2 | 67  | 84 | −17 | 1 |               |

| 3. december 2020 18:00 | Rumænien | 19-22   | Tyskland       | Sydbank Arena, Kolding Dommere: Bonaventura, Bonaventura (FRA) |
| 3. december 2020 18:00 | Neagu 4  | (10-13) | tre spillere 4 | Sydbank Arena, Kolding Dommere: Bonaventura, Bonaventura (FRA) |
| 3. december 2020 18:00 | 6× 1×    | Rapport | 2× 1×          | Sydbank Arena, Kolding Dommere: Bonaventura, Bonaventura (FRA) |

| 3. december 2020 20:30 | Norge           | 35-22   | Polen  | Sydbank Arena, Kolding Dommere: Christidi, Papamattheou (GRE) |
| 3. december 2020 20:30 | Reistad, Mørk 6 | (17–13) | Gega 6 | Sydbank Arena, Kolding Dommere: Christidi, Papamattheou (GRE) |
| 3. december 2020 20:30 | 6×              | Rapport | 6× 3×  | Sydbank Arena, Kolding Dommere: Christidi, Papamattheou (GRE) |

| 5. december 2020 16:00 | Polen    | 24–28   | Rumænien | Sydbank Arena, Kolding Dommere: Christiansen, Hansen (DEN) |
| 5. december 2020 16:00 | Rosiak 7 | (15–11) | Neagu 8  | Sydbank Arena, Kolding Dommere: Christiansen, Hansen (DEN) |
| 5. december 2020 16:00 | 3× 1×    | Rapport | 2×       | Sydbank Arena, Kolding Dommere: Christiansen, Hansen (DEN) |

| 5. december 2020 18:15 | Tyskland      | 23–42   | Norge   | Sydbank Arena, Kolding Dommere: Mitrović, Kažanegra (MNE) |
| 5. december 2020 18:15 | Bölk, Smits 4 | (14–22) | Mørk 12 | Sydbank Arena, Kolding Dommere: Mitrović, Kažanegra (MNE) |
| 5. december 2020 18:15 | 5×            | Rapport | 3× 1×   | Sydbank Arena, Kolding Dommere: Mitrović, Kažanegra (MNE) |

| 7. december 2020 18:15 | Tyskland | 21–21   | Polen    | Sydbank Arena, Kolding Dommere: Alpazdie, Berezkina (RUS) |
| 7. december 2020 18:15 | Zapf 4   | (9–8)   | Rosiak 4 | Sydbank Arena, Kolding Dommere: Alpazdie, Berezkina (RUS) |
| 7. december 2020 18:15 | 6× 1×    | Rapport | 3× 1×    | Sydbank Arena, Kolding Dommere: Alpazdie, Berezkina (RUS) |

| 7. december 2020 20:30 | Rumænien | 20–28   | Norge    | Sydbank Arena, Kolding Dommere: Mitrović Kažanegra (MNE) |
| 7. december 2020 20:30 | Ostase 6 | (13–13) | Herrem 6 | Sydbank Arena, Kolding Dommere: Mitrović Kažanegra (MNE) |
| 7. december 2020 20:30 | 3×       | Rapport | 2×       | Sydbank Arena, Kolding Dommere: Mitrović Kažanegra (MNE) |

## Mellemrunde

### Gruppe 1
| Pos | Hold       | K | V | U | T | M+  | M-  | MF  | P | Kvalifikation   |
| --- | ---------- | - | - | - | - | --- | --- | --- | - | --------------- |
| 1   | Frankrig   | 5 | 4 | 1 | 0 | 132 | 121 | +11 | 9 | Semifinaler     |
| 2   | Danmark    | 5 | 4 | 0 | 1 | 136 | 111 | +25 | 8 | Semifinaler     |
| 3   | Rusland    | 5 | 3 | 1 | 1 | 136 | 129 | +7  | 7 | Femteplads kamp |
| 4   | Montenegro | 5 | 1 | 1 | 3 | 122 | 127 | −5  | 3 | Elimineret      |
| 5   | Spanien    | 5 | 0 | 2 | 3 | 120 | 140 | −20 | 2 | Elimineret      |
| 6   | Sverige    | 5 | 0 | 1 | 4 | 121 | 139 | −18 | 1 | Elimineret      |

| 10. december 2020 18;15 | Montenegro   | 23–24   | Rusland        | Jyske Bank Boxen, Herning Dommere: Antić Jakovljević (SRB) |
| 10. december 2020 18;15 | Despotivić 7 | (13–13) | Tre Spillere 4 | Jyske Bank Boxen, Herning Dommere: Antić Jakovljević (SRB) |
| 10. december 2020 18;15 | 3× 1×        | Rapport | 3× 1×          | Jyske Bank Boxen, Herning Dommere: Antić Jakovljević (SRB) |

| 10. december 2020 20:30 | Frankrig    | 26–25   | Spanien  | Jyske Bank Boxen, Herning Dommere: Lidacka, Leisak (POL) |
| 10. december 2020 20:30 | Lacrabère 5 | (16–10) | Martín 9 | Jyske Bank Boxen, Herning Dommere: Lidacka, Leisak (POL) |
| 10. december 2020 20:30 | 3× 1×       | Rapport | 3× 1×    | Jyske Bank Boxen, Herning Dommere: Lidacka, Leisak (POL) |

| 11. december 2020 18:15 | Frankrig                    | 28−28   | Rusland         | Jyske Bank Boxen, Herning Dommere: Sá, Sá (POR) |
| 11. december 2020 18:15 | Nze Minko, Sercien-Ugolin 5 | (16–19) | three players 5 | Jyske Bank Boxen, Herning Dommere: Sá, Sá (POR) |
| 11. december 2020 18:15 | 5× 2×                       | Rapport | 4× 3×           | Jyske Bank Boxen, Herning Dommere: Sá, Sá (POR) |

| 11. december 2020 20:30 | Danmark    | 24–22   | Sverige           | Jyske Bank Boxen, Herning Dommere: Kijauskaitė, Žalienė (LTU) |
| 11. december 2020 20:30 | Tranborg 6 | (13–12) | Thorleifsdóttir 4 | Jyske Bank Boxen, Herning Dommere: Kijauskaitė, Žalienė (LTU) |
| 11. december 2020 20:30 | 5× 1×      | Rapport | 5× 1×             | Jyske Bank Boxen, Herning Dommere: Kijauskaitė, Žalienė (LTU) |

| 13. december 2020 18:15 | Montenegro   | 31–25   | Sverige | Jyske Bank Boxen, Herning Dommere: Lidacka, Lesiak (POL) |
| 13. december 2020 18:15 | Radicevic 11 | (16–10) | Blohm 8 | Jyske Bank Boxen, Herning Dommere: Lidacka, Lesiak (POL) |
| 13. december 2020 18:15 | 3× 2×        | Rapport | 3×      | Jyske Bank Boxen, Herning Dommere: Lidacka, Lesiak (POL) |

| 13. december 2020 20:30 | Danmark | 34-24   | Spanien        | Jyske Bank Boxen, Herning Dommere: Nastase, Stancu (ROU) |
| 13. december 2020 20:30 | Rej 6   | (17-10) | tre spillere 3 | Jyske Bank Boxen, Herning Dommere: Nastase, Stancu (ROU) |
| 13. december 2020 20:30 | 4×      | Rapport | 4×             | Jyske Bank Boxen, Herning Dommere: Nastase, Stancu (ROU) |

| 15. december 2020 16:00 | Montenegro  | 26-26   | Spanien | Jyske Bank Boxen, Herning Dommere: Kijauskaite, Zaliene (LTU) |
| 15. december 2020 16:00 | Radicevic 7 | (11-17) | Pena 6  | Jyske Bank Boxen, Herning Dommere: Kijauskaite, Zaliene (LTU) |
| 15. december 2020 16:00 | 2× 1×       | Rapport | 3× 1×   | Jyske Bank Boxen, Herning Dommere: Kijauskaite, Zaliene (LTU) |

| 15. december 2020 18:15 | Frankrig    | 31-25   | Sverige   | Jyske Bank Boxen, Herning Dommere: Antic, Jakovljevic (SRB) |
| 15. december 2020 18:15 | Nze Minko 6 | (14-14) | Gullden 5 | Jyske Bank Boxen, Herning Dommere: Antic, Jakovljevic (SRB) |
| 15. december 2020 18:15 | 1×          | Rapport | 1× 2×     | Jyske Bank Boxen, Herning Dommere: Antic, Jakovljevic (SRB) |

| 15. december 2020 20:30 | Danmark   | 30-23   | Rusland     | Jyske Bank Boxen, Herning Dommere: Mitrović, Kažanegra (MNE) |
| 15. december 2020 20:30 | Højlund 7 | (13-9)  | Dmitrieva 9 | Jyske Bank Boxen, Herning Dommere: Mitrović, Kažanegra (MNE) |
| 15. december 2020 20:30 | 2×        | Rapport | 4×          | Jyske Bank Boxen, Herning Dommere: Mitrović, Kažanegra (MNE) |

### Gruppe 2
| Pos | Hold     | K | V | U | T | M+  | M-  | MF  | P  | Kvalifikation   |
| --- | -------- | - | - | - | - | --- | --- | --- | -- | --------------- |
| 1   | Norge    | 5 | 5 | 0 | 0 | 170 | 114 | +56 | 10 | Semifinaler     |
| 2   | Kroatien | 5 | 4 | 0 | 1 | 124 | 123 | +1  | 8  | Semifinaler     |
| 3   | Holland  | 5 | 3 | 0 | 2 | 141 | 134 | +7  | 6  | Femteplads kamp |
| 4   | Tyskland | 5 | 2 | 0 | 3 | 124 | 137 | −13 | 4  | Elimineret      |
| 5   | Ungarn   | 5 | 1 | 0 | 4 | 118 | 140 | −22 | 2  | Elimineret      |
| 6   | Rumænien | 5 | 0 | 0 | 5 | 107 | 136 | −29 | 0  | Elimineret      |

| 10. december 2020 18:15 | Kroatien   | 25–20   | Rumænien | Sydbank Arena, Kolding Dommere: Alpaizde, Berezkina (RUS) |
| 10. december 2020 18:15 | Blažević 7 | (14–10) | Neagu 6  | Sydbank Arena, Kolding Dommere: Alpaizde, Berezkina (RUS) |
| 10. december 2020 18:15 | 4× 1×      | Rapport | 2× 1×    | Sydbank Arena, Kolding Dommere: Alpaizde, Berezkina (RUS) |

| 10. december 2020 20:30 | Holland     | 25–32   | Norge  | Sydbank Arena, Kolding Dommere: Christidi, Papamattheou (GRE) |
| 10. december 2020 20:30 | Malestein 5 | (10–16) | Mørk 8 | Sydbank Arena, Kolding Dommere: Christidi, Papamattheou (GRE) |
| 10. december 2020 20:30 | 5× 4×       | Rapport | 2× 1×  | Sydbank Arena, Kolding Dommere: Christidi, Papamattheou (GRE) |

| 12. december 2020 18:15 | Ungarn    | 25–32   | Tyskland | Sydbank Arena, Kolding Dommere: Christiansen, Hansen (DEN) |
| 12. december 2020 18:15 | Klujber 8 | (11–13) | Bölk 5   | Sydbank Arena, Kolding Dommere: Christiansen, Hansen (DEN) |
| 12. december 2020 18:15 | 1×        | Rapport | 3×       | Sydbank Arena, Kolding Dommere: Christiansen, Hansen (DEN) |

| 12. december 2020 20:30 | Kroatien    | 25–36   | Norge     | Sydbank Arena, Kolding Dommere: Bonaventura, Bonaventura (FRA) |
| 12. december 2020 20:30 | Mičijević 7 | (14–15) | Reistad 7 | Sydbank Arena, Kolding Dommere: Bonaventura, Bonaventura (FRA) |
| 12. december 2020 20:30 | 5× 1×       | Rapport |           | Sydbank Arena, Kolding Dommere: Bonaventura, Bonaventura (FRA) |

| 14. december 2020 18:15 | Holland   | 28-27   | Tyskland                 | Sydbank Arena, Kolding Dommere: Alpaidze, Berezkina (RUS) |
| 14. december 2020 18:15 | Abbingh 8 | (14-15) | Behnke, Naidzinavicius 4 | Sydbank Arena, Kolding Dommere: Alpaidze, Berezkina (RUS) |
| 14. december 2020 18:15 | 1×        | Rapport | 6× 1×                    | Sydbank Arena, Kolding Dommere: Alpaidze, Berezkina (RUS) |

| 14. december 2020 20:30 | Ungarn    | 26-24   | Rumænien | Sydbank Arena, Kolding Dommere: Mtirović, Kažanengra (MNE) |
| 14. december 2020 20:30 | Schatzl 7 | (13-14) | Ostase 8 | Sydbank Arena, Kolding Dommere: Mtirović, Kažanengra (MNE) |
| 14. december 2020 20:30 | 2× 1×     | Rapport | 3×       | Sydbank Arena, Kolding Dommere: Mtirović, Kažanengra (MNE) |

| 15. december 2020 16:00 | Holland    | 35-24   | Rumænien | Sydbank Arena, Kolding Dommere: Sa, Sa (POR) |
| 15. december 2020 16:00 | Wetering 8 | (16-12) | Laslo 7  | Sydbank Arena, Kolding Dommere: Sa, Sa (POR) |
| 15. december 2020 16:00 | 3× 1×      | Rapport | 1× 2×    | Sydbank Arena, Kolding Dommere: Sa, Sa (POR) |

| 15. december 2020 18:15 | Kroatien  | 23-20   | Tyskland  | Sydbank Arena, Kolding Dommere: Christiansen, Hansen (DEN) |
| 15. december 2020 18:15 | Debelić 6 | (12-12) | Maidhof 9 | Sydbank Arena, Kolding Dommere: Christiansen, Hansen (DEN) |
| 15. december 2020 18:15 | 5× 1×     | Rapport | 5× 1×     | Sydbank Arena, Kolding Dommere: Christiansen, Hansen (DEN) |

| 15. december 2020 20:30 | Ungarn      | 21-32   | Norge  | Sydbank Arena, Kolding Dommere: Christidi, Papamattheou (GRE) |
| 15. december 2020 20:30 | Kovacsics 7 | (9-17)  | Mørk 7 | Sydbank Arena, Kolding Dommere: Christidi, Papamattheou (GRE) |
| 15. december 2020 20:30 | 3×          | Rapport | 1×     | Sydbank Arena, Kolding Dommere: Christidi, Papamattheou (GRE) |

## Slutspil
|  | Semifinaler  | Semifinaler |              |    | Finale | Finale |
|  |              |             |              |    |        |        |
|  | 18. December |             |              |    |        |        |
|  |              |             |              |    |        |        |
|  | Frankrig     | 30          |              |    |        |        |
|  | Frankrig     | 30          | 20. december |    |        |        |
|  | Kroatien     | 19          |              |    |        |        |
|  | Kroatien     | 19          | Frankrig     | 20 |        |        |
|  | 18. December |             | Frankrig     | 20 |        |        |
|  |              | Norge       | 22           |    |        |        |
|  | Norge        | Norge       | 22           | 27 |        |        |
|  | Norge        |             |              | 27 |        |        |
|  | Danmark      | 24          |              |    |        |        |
|  | Danmark      | 24          | Bronzekamp   |    |        |        |
|  |              |             |              |    |        |        |
|  | 20. december |             |              |    |        |        |
|  |              |             |              |    |        |        |
|  | Kroatien     | 25          |              |    |        |        |
|  | Kroatien     | 25          |              |    |        |        |
|  | Danmark      | 19          |              |    |        |        |

### Femteplads
| 18. december 2020 15:30 | Rusland     | 33-27   | Holland    | Jyske Bank Boxen, Herning Dommere: Sa, Sa (POR) |
| 18. december 2020 15:30 | Vedekhina 6 | (18–13) | Abbingh 10 | Jyske Bank Boxen, Herning Dommere: Sa, Sa (POR) |
| 18. december 2020 15:30 | 3× 2×       | Raport  | 3× 2×      | Jyske Bank Boxen, Herning Dommere: Sa, Sa (POR) |

### Semifinaler
| 18. december 2020 18:00 | Frankrig        | 30-19   | Kroatien       | Jyske Bank Boxen, Herning Dommere: Christiansen, Hansen (DEN) |
| 18. december 2020 18:00 | fire spillere 4 | (15-5)  | tre spillere 3 | Jyske Bank Boxen, Herning Dommere: Christiansen, Hansen (DEN) |
| 18. december 2020 18:00 | 1×              | Rapport | 2× 1×          | Jyske Bank Boxen, Herning Dommere: Christiansen, Hansen (DEN) |

| 18. december 2020 20:30 | Norge  | 27-24   | Danmark | Jyske Bank Boxen, Herning Dommere: Nastase, Stancu (ROU) |
| 18. december 2020 20:30 | Mørk 6 | (10-13) | Rej 7   | Jyske Bank Boxen, Herning Dommere: Nastase, Stancu (ROU) |
| 18. december 2020 20:30 | 1×     | Rapport | 3× 2×   | Jyske Bank Boxen, Herning Dommere: Nastase, Stancu (ROU) |

### Bronzekamp
| 20. december 2020 15:30 | Kroatien | 25-19   | Danmark            | Jyske Bank Boxen, Herning Dommere: Mitrovic, Kazanegra (MNE) |
| 20. december 2020 15:30 | Jezic 5  | (11-11) | Hansen, Tranborg 4 | Jyske Bank Boxen, Herning Dommere: Mitrovic, Kazanegra (MNE) |
| 20. december 2020 15:30 | 1×       | Rapport | 2× 1×              | Jyske Bank Boxen, Herning Dommere: Mitrovic, Kazanegra (MNE) |

### Finalekamp
| 20. december 2020 18:00 | Frankrig | 20-22   | Norge          | Jyske Bank Boxen, Herning Dommere: Alpaidze, Berezkina (RUS) |
| 20. december 2020 18:00 | Foppa 5  | (10-14) | tre spillere 4 | Jyske Bank Boxen, Herning Dommere: Alpaidze, Berezkina (RUS) |
| 20. december 2020 18:00 | 3× 1×    | Rapport | 3×             | Jyske Bank Boxen, Herning Dommere: Alpaidze, Berezkina (RUS) |

## Rangering
|  | Kvalifceret til VM i håndbold 2021 |

| Rank | Team       |
| ---- | ---------- |
|      | Norge      |
|      | Frankrig   |
|      | Kroatien   |
| 4    | Danmark    |
| 5    | Rusland    |
| 6    | Holland    |
| 7    | Tyskland   |
| 8    | Montenegro |
| 9    | Spanien    |
| 10   | Ungarn     |
| 11   | Sverige    |
| 12   | Rumænien   |
| 13   | Serbien    |
| 14   | Polen      |
| 15   | Tjekkiet   |
| 16   | Slovenien  |

| Rank | Team       |
| ---- | ---------- |
|      | Norge      |
|      | Frankrig   |
|      | Kroatien   |
| 4    | Danmark    |
| 5    | Rusland    |
| 6    | Holland    |
| 7    | Tyskland   |
| 8    | Montenegro |
| 9    | Spanien    |
| 10   | Ungarn     |
| 11   | Sverige    |
| 12   | Rumænien   |
| 13   | Serbien    |
| 14   | Polen      |
| 15   | Tjekkiet   |
| 16   | Slovenien  |

| Position               | Spiller               |
| ---------------------- | --------------------- |
| Målvogter              | Sandra Toft           |
| Venstre fløj           | Camilla Herrem        |
| Venstre back           | Vladlena Bobrovnikova |
| Playmaker              | Stine Bredal Oftedal  |
| Højre back             | Nora Mørk             |
| Højre fløj             | Jovanka Radičević     |
| Stregspiller           | Ana Debelić           |
| Bedste forsvarsspiller | Line Haugsted         |
| Bedste spiller         | Estelle Nze Minko     |

## Statistikker
| Nr. | Navn                 | Mål | Shots | %  |
| --- | -------------------- | --- | ----- | -- |
| 1   | Nora Mørk            | 48  | 62    | 77 |
| 2   | Jovanka Radičević    | 39  | 58    | 67 |
| 3   | Ćamila Mičijević     | 35  | 67    | 52 |
| 3   | Lois Abbingh         | 35  | 67    | 52 |
| 5   | Mia Rej              | 33  | 49    | 67 |
| 6   | Carmen Martín        | 32  | 45    | 71 |
| 7   | Camilla Herrem       | 30  | 43    | 70 |
| 7   | Katrin Klujber       | 30  | 52    | 58 |
| 9   | Alexandra Lacrabère  | 29  | 42    | 69 |
| 10  | Darja Dmitrijeva     | 28  | 50    | 56 |
| 10  | Stine Bredal Oftedal | 28  | 51    | 55 |

| Nr. | Navn              | %      | Redninger | Skud |
| --- | ----------------- | ------ | --------- | ---- |
| 1   | Branka Zec        | 38,2 % | 13        | 34   |
| 2   | Katrine Lunde     | 38,1 % | 45        | 118  |
| 3   | Silje Solberg     | 37,7 % | 20        | 53   |
| 4   | Petra Kudláčková  | 36,2 % | 42        | 116  |
| 5   | Tea Pijević       | 35,7 % | 79        | 221  |
| 6   | Cléopâtre Darleux | 35,5 % | 33        | 93   |
| 7   | Althea Reinhardt  | 34,8 % | 24        | 69   |
| 8   | Denisa Dedu       | 34,5 % | 30        | 87   |
| 9   | Sandra Toft       | 34,9 % | 75        | 215  |
| 10  | Julija Dumanska   | 32,4 % | 34        | 105  |